# Castel Castagna
Castel Castagna è un comune italiano di 409 abitanti della provincia di Teramo in Abruzzo. Fa parte della Comunità montana Gran Sasso.

## Storia

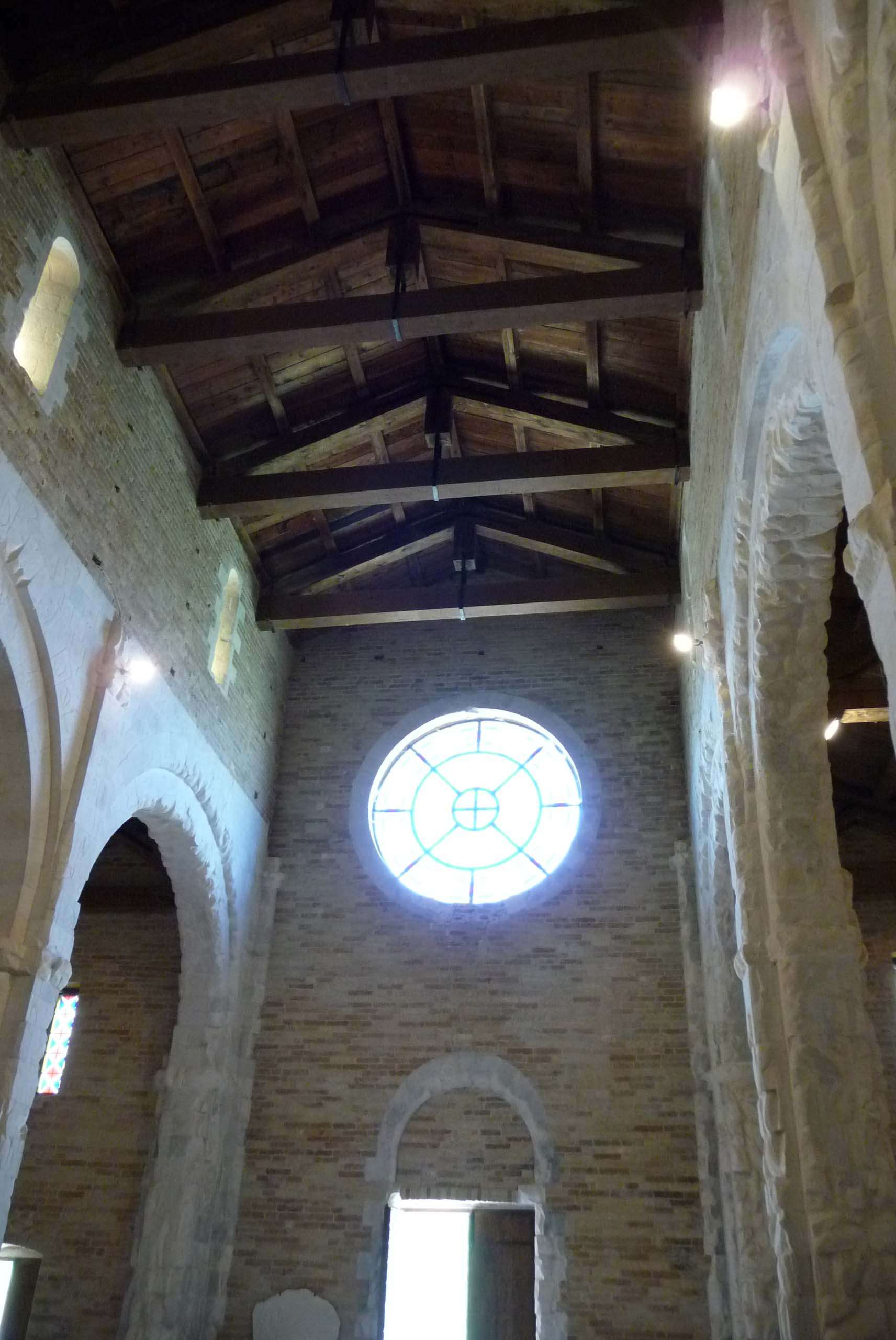
Interno della chiesa di Santa Maria di Ronzano

La posizione di dominio sulla valle del fiume Mavone e i suoi legami storici con la vicina Bisenti hanno fatto sì che Castel Castagna avesse rapporti sia con la Valle Siciliana che con quella del fiume Fino.

### Antichità
Compare come piccolo castello con torre nel Catalogus Baronum del 1168, posto a guardia della vicina chiesa di Santa Maria di Ronzano. Il feudatario di "Castellum Castonee" è Trasmondo con Berardo suo fratello. Nel 1270 sotto il regno di Carlo I d'Angiò, il castello è di proprietà di Raoul d'Iquelon, poi passa a Berteraymo de Peugecto.
Nel frattempo dopo gli accordi del diploma di Alife, il feudo passa nell'Abruzzo Ulteriore, con sede del giustiziere regio a Teramo. Castel Castagna diventa feudo nel 1353 della contessa Margherita di Manoppello e Napoleone II Orsini, insieme ai feudi della Valle Siciliana dei Castelli. In questo anno viene citata anche per la prima volta la parrocchia di San Pietro dentro il castello. Rimane parte della contea di Manoppello fino alla sua disgregazione, quando gli Orsini sono cacciati, e Castel Castagna, con Bisenti e Tossicia passa alla Baronia di Valle Siciliana, di proprietà degli Alarcón y Mendoza.
Nel 1669 il paese viene comprato dai duchi Acquaviva di Atri, tuttavia solo i possedimenti attorno alla vallata della Abbazia, perché Castel Castagna rimane nella baronia di Tossicia e Valle Siciliana, di proprietà di Mendoza. Nel 1683 il feudo soffre le incursioni dei banditi della banda di Santuccio di Rocca Santa Maria, che ha il quartier generale a Torricella Sicura.

### Storia moderna
Nel 1816 fu separata dal comune di Bisenti, acquisendo l'autonomia municipale. Fino al 1862 era denominata Castagna. e fece parte fino al 1927 del mandamento di Bisenti. A partire dagli anni Cinquanta del Novecento, il paese ha subito un progressivo spopolamento.
Nel 2016 Castel Castagna soffre le scosse di terremoto di Amatrice, ancora di più la scossa del 18 gennaio 2017 di Campotosto, che fa crollare un casale, fortunatamente abbandonato.

## Monumenti e luoghi d'interesse

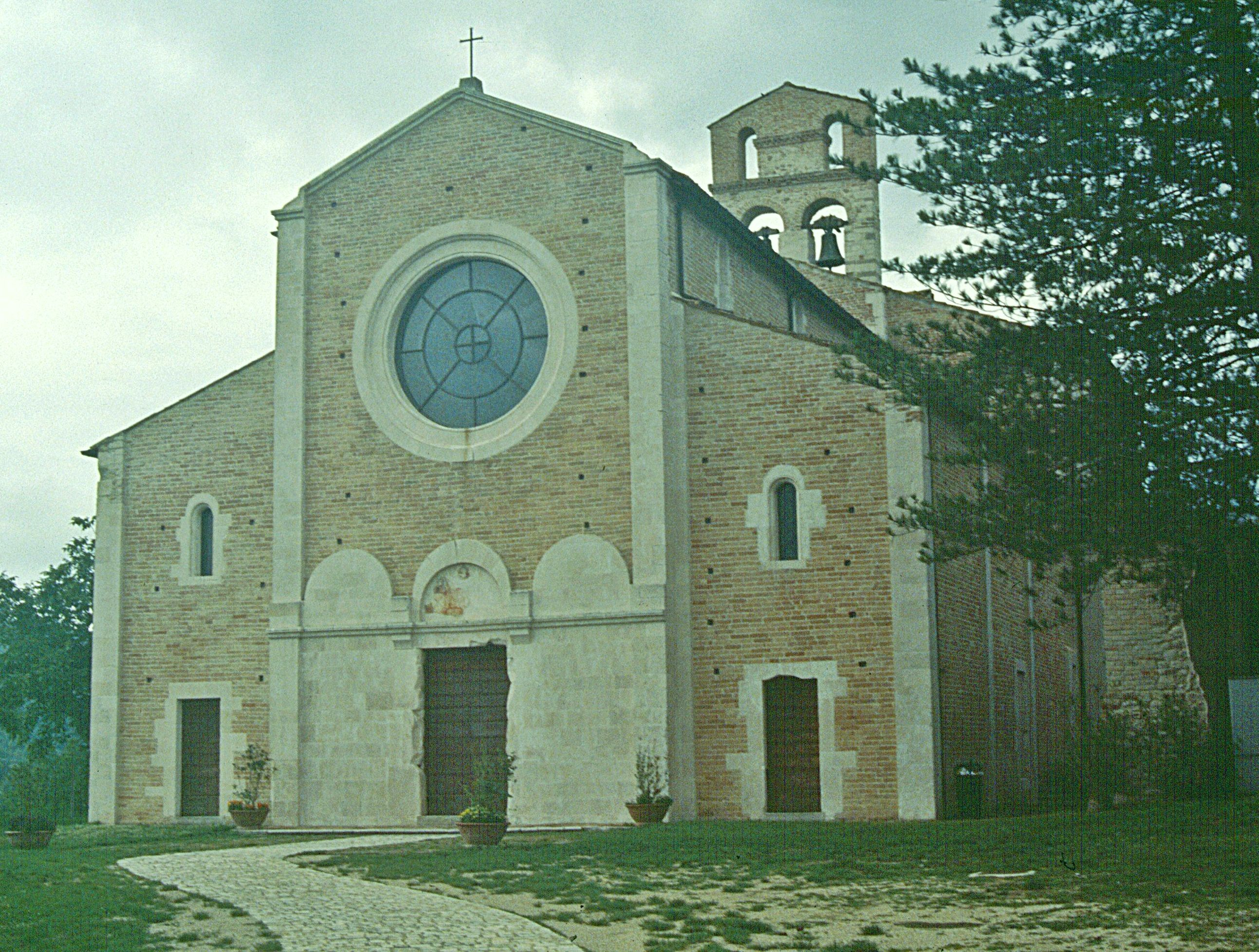
Chiesa di Santa Maria di Ronzano

- Chiesa abbaziale di Santa Maria di Ronzano:  la chiesa è il monumento principale di Castagna, situata fuori dal comune. Fu costruita nel 1181, e ha mantenuto lo stile romanico nella facciata. L'interno gotico ha tre navate con soffitto in legno. Gli archi sono a tutto sesto su pilastri quadrangolari; presbiterio a tre campate con volta a crociera. La facciata è a capanna tripartita con portale scandito in tre archi di pietra bianca. La parte posteriore ha tre absidi.
- Chiesa parrocchiale di San Pietro Martire: la chiesa è del XIV secolo con restauri rinascimentali. Ha semplice pianta rettangolare con facciata a capanna. Il campanile è a torre.
- Torre normanna e Borgo Medievale: Il borgo del XII secolo è caratterizzato da una muratura circolare attorno al centro, tipiche case-mura difensive. La torre è inglobata nelle mura, costruita dai Normanni, ed ha tozza pianta quadrata.

## Società

### Evoluzione demografica
Abitanti censiti

## Amministrazione
| Periodo          | Periodo        | Primo cittadino     | Partito                                  | Carica  | Note        |
| ---------------- | -------------- | ------------------- | ---------------------------------------- | ------- | ----------- |
| 19 novembre 1995 | 3 aprile 2005  | Silvio De Antoniis  | Lista civica di centro-sinistra          | Sindaco | [ 8 ] [ 9 ] |
| 4 aprile 2005    | 29 marzo 2010  | Fabrizio Falone     | Lista civica di centro-sinistra          | Sindaco | [ 10 ]      |
| 30 marzo 2010    | 30 maggio 2015 | Silvio De Antoniis  | Lista civica Uniti per Castel Castagna   | Sindaco | [ 11 ]      |
| 31 maggio 2015   | in carica      | Rosanna De Antoniis | Lista civica Insieme per Castel Castagna | Sindaco | [ 1 ]       |